# Rue Nicolas-Appert (Orsay)
 (juin 2025).
- Si vous ne connaissez pas le sujet, laissez ce bandeau (vous pouvez alors contacter les auteurs).
- Si vous supprimez le contenu mis en cause (vous pouvez préalablement contacter les auteurs),

argumentez précisément cette suppression dans la page de discussion
(un manque de référence n'est pas un argument ; une recherche réelle de référence doit avoir été effectuée, être formellement documentée).
La rue Nicolas-Appert est une voie du quartier du Moulon, à Orsay (Essonne) en Île-de-France.

## Situation et accès
La route permet aujourd'hui de relier le plateau de Saclay et le centre de la commune d'Orsay via la rue du Doyen-Joseph-Pères.
Elle permet de desservir un nombre important de lieux comme la bâtiment Henri Moissan de l'Université Paris-Saclay, la brigade de Gendarmerie d'Orsay, ou encore le siège de la communauté d'agglomération Paris-Saclay (située rue Rostand). En 2008, l'UrbanSoccer d'Orsay a ouvert rue Nicolas-Appert.

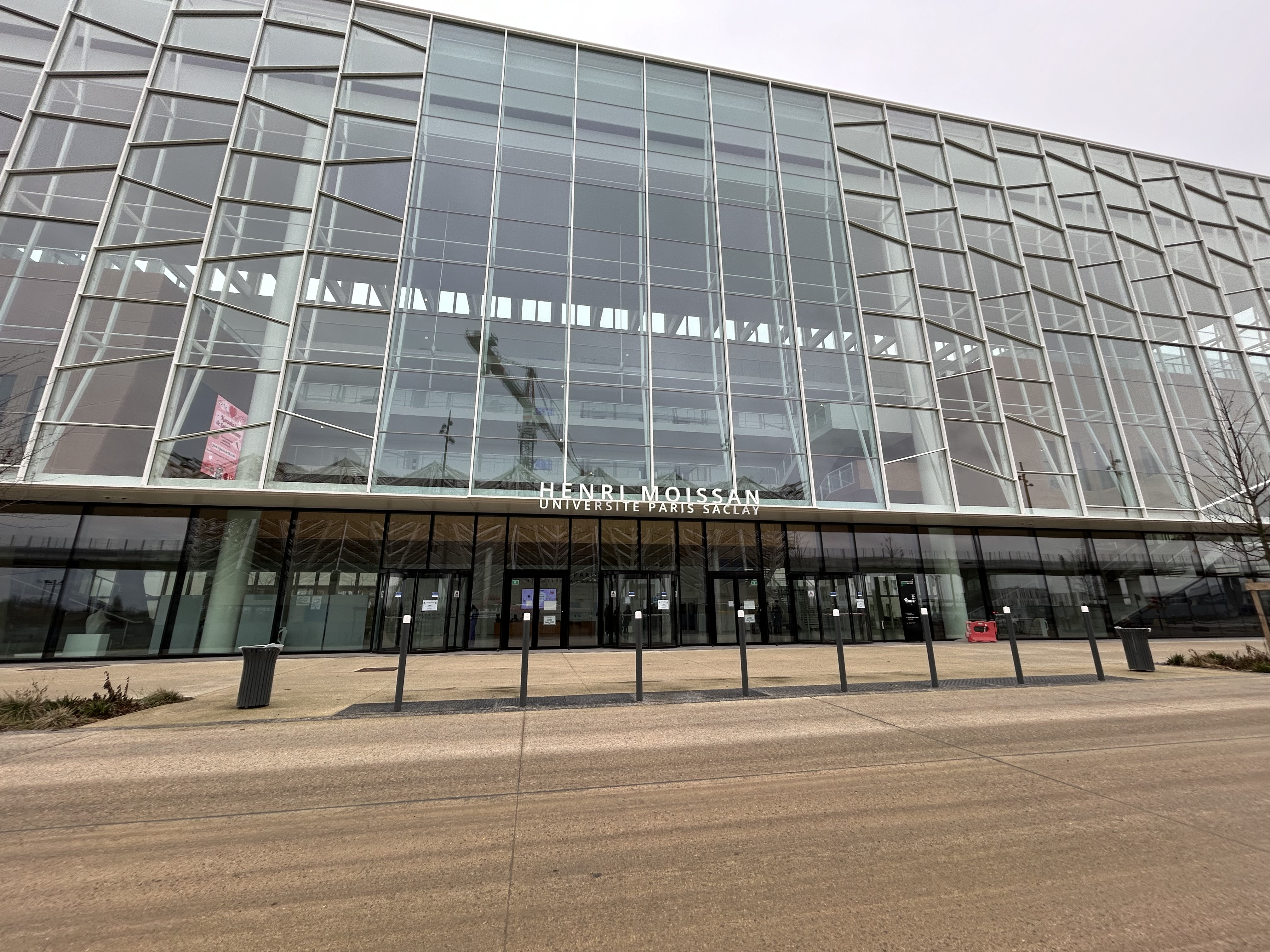
Façade du bâtiment Henri Moissan, sur l'avenue des sciences

La rue Nicolas-Appert est donc essentiellement aujourd'hui une voie de passage, desservant les rues perpendiculaires et aboutissant au rond-point de l'ancien carrefour du Petit-Saclay, où se rejoignent aujourd'hui la D128, la D446 et la N118. 
La ligne 9 du réseau de bus Paris-Saclay remonte la rue sur sa dernière partie pour desservir le plateau du Moulon depuis la gare du Guichet et le centre commercial Ulis 2.

## Origine du nom
Cette voie est nommée en hommage à Nicolas Appert (1749-1841), inventeur de la conserve pour aliments et créateur de la première usine de conserves du monde, à Massy.

## Historique
La rue Nicolas-Appert est un ancien chemin reliant les hameaux du Vaurien et de la Guilloterie au carrefour du Petit-Saclay, situé au croisement de la route de Versailles à Arpajon (aujourd'hui N118) et du chemin menant à la ferme du Moulon. 
Construite dans la seconde moitié du XXe siècle, route a été développée dans le cadre de l'aménagement du plateau de Saclay. Cette voie est donc la plus ancienne du plateau du Moulon conservée telle quelle lors de l'aménagement du centre technologique Paris-Saclay.